# Adrian Mole
Adrian Mole – postać fikcyjna, bohater ośmiu powieści Sue Townsend. Pierwsza opowieść, Sekretny dziennik Adriana Mole'a lat 13 i 3/4, została wydana w 1982 (w Polsce w 1991).
Książki pisane są w formie pamiętnika prowadzonego przez nastolatka Adriana Mole'a – zakompleksionego, niedoszłego poetę. W książkach Townsend panuje typowo angielski humor.
Książki, których bohaterem był Adrian Mole (w nawiasie rok wydania w Polsce):
- Sekretny dziennik Adriana Mole'a lat 13 i 3/4 (1991)
- Bolesne dojrzewanie Adriana Mole'a (1991); w 2004 powstało nowe tłumaczenie pod tytułem Adrian Mole. Męki dorastania (2005),
- Szczere wyznania Adriana Alberta Mole'a, Margaret Hildy Roberts i Susan Lilian Townsend (1993),
- Szalone lata Adriana Mole'a (1996); powstało polskie tłumaczenie tej książki pod tytułem Adrian Mole. Na manowcach (2007),
- Adrian Mole. Czas Cappuccino (sierpień 2002),
- Adrian Mole i broń masowego rażenia (listopad 2006),
- Adrian Mole. Zaginione Dzienniki 1999-2001 (kwiecień 2010); jedyna książka dziejąca się "wstecz". Opisuje lata 1999–2001 (tuż po Czasie Cappuccino). Wynikają z tego pewne nieścisłości fabularne.
- Adrian Mole lat 39 i pół. Czas prostracji (wrzesień 2012).

Na podstawie powieści Townsend powstały m.in. miniserial, sztuka teatralna i gra komputerowa.